# COSCO Shipping Development
COSCO Shipping Development Co., Ltd., стилізована як COSCO SHIPPING Development — фінансовою компанією, що надає послуги в Шанхаї, Китай.
Була відома як China Shipping Container Lines (CSCL) і була однією з найбільших у світі компаній контейнерних суден. Залишила бізнес контейнерних перевезень і була перейменована на COSCO SHIPPING Development через злиття COSCO і China Shipping у 2016 році. Як CSCL, компанія посіла 1503 місце в рейтингу Forbes Global 2000 2012 року.

## Історія
У 1997 році китайський уряд заснував China Shipping Group як державне підприємство. Того ж року компанія China Shipping Container Lines Co. Ltd (CSCL) була заснована в Шанхаї як дочірня компанія China Shipping Group.

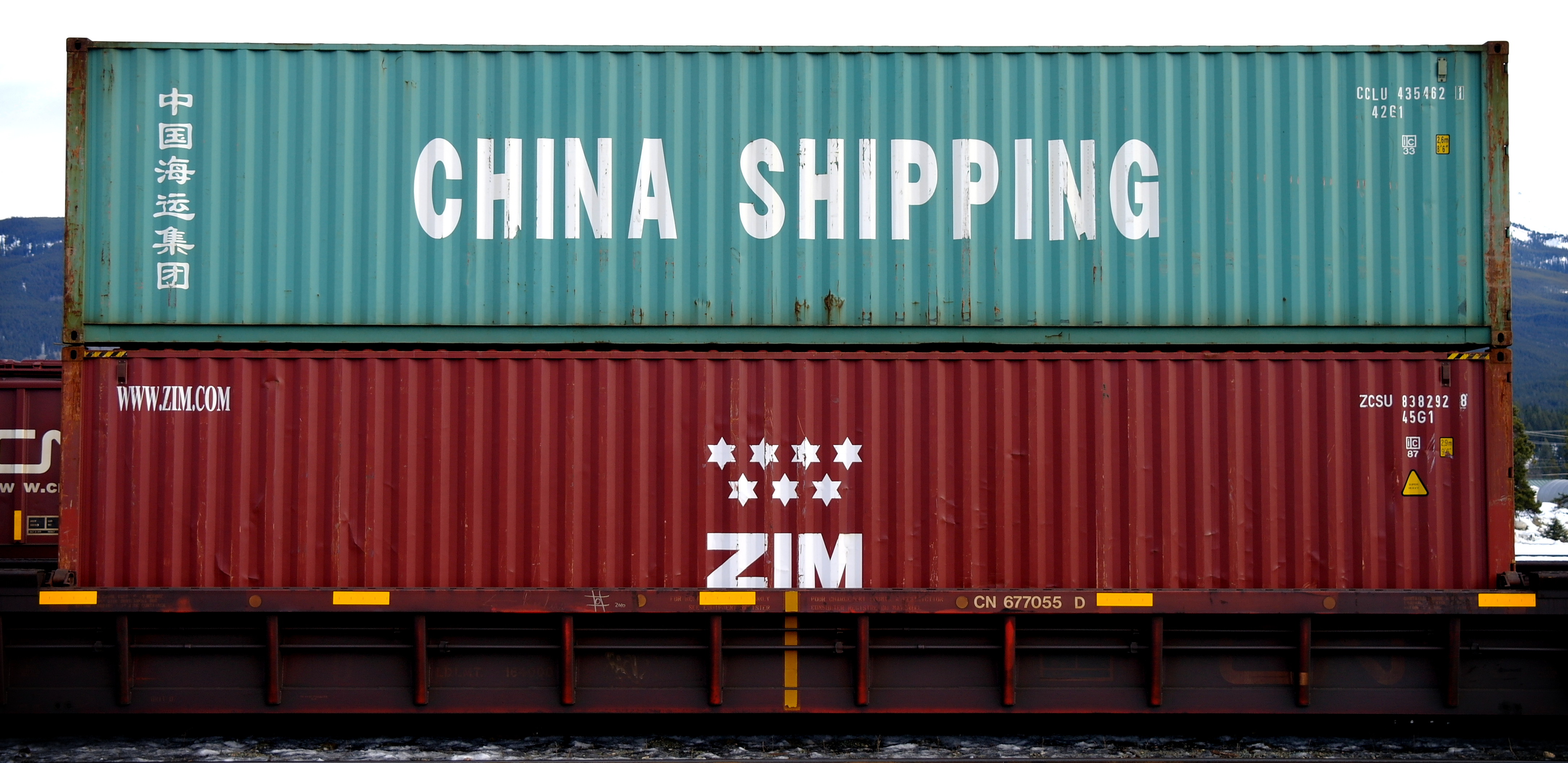
Китайський транспортний контейнер

Після вступу Китаю до СОТ у 2001 році CSCL швидко розвивався, відіграючи важливу роль у підтримці економічного розвитку Китаю та міжнародної торгівлі. Завдяки постійній підтримці уряду Китаю частка CSCL на світовому ринку TEU зросла на 126 % між 2000 і 2006 роками, ставши другим найбільш швидкозростаючим контейнерним перевізником у світі. У 2004 році CSCL стала десятою у світі за величиною океанської контейнерної лінії за місткістю TEU, а у 2007 році вона стала шостою у світі. 

## Нагороди
У 2005 році журнал American Shipper назвав CSCL «Найприбутковішою компанією контейнерних перевізників у світі». У 2007 і 2008 роках адміністрація порту Лонг-Біч нагородила CSCL «Відзнакою охорони навколишнього середовища». У 2009 році компанія CSCL отримала нагороду «Найкращий річний перевізник» від Michaels Stores.

## Флот
| Клас корабля                 | Побудований    | Місткість (TEU) | Кораблі в класі | Примітки                                             |
| ---------------------------- | -------------- | --------------- | --------------- | ---------------------------------------------------- |
| Контейнеровоз класу Star     | 2011-2012 роки | 14 074          | 8               | Наразі експлуатується компанією COSCO SHIPPING Lines |
| Контейнеровоз класу Globe    | 2014-2015 роки | 18 982          | 5               | Наразі експлуатується компанією COSCO SHIPPING Lines |
| Контейнеровоз класу Peony    | 2018-2019 роки | 13 800          | 8               | Наразі експлуатується компанією COSCO SHIPPING Lines |
| Контейнеровоз класу Universe | 2018-2019 роки | 21,237          | 6               | Наразі експлуатується компанією COSCO SHIPPING Lines |

## Галерея

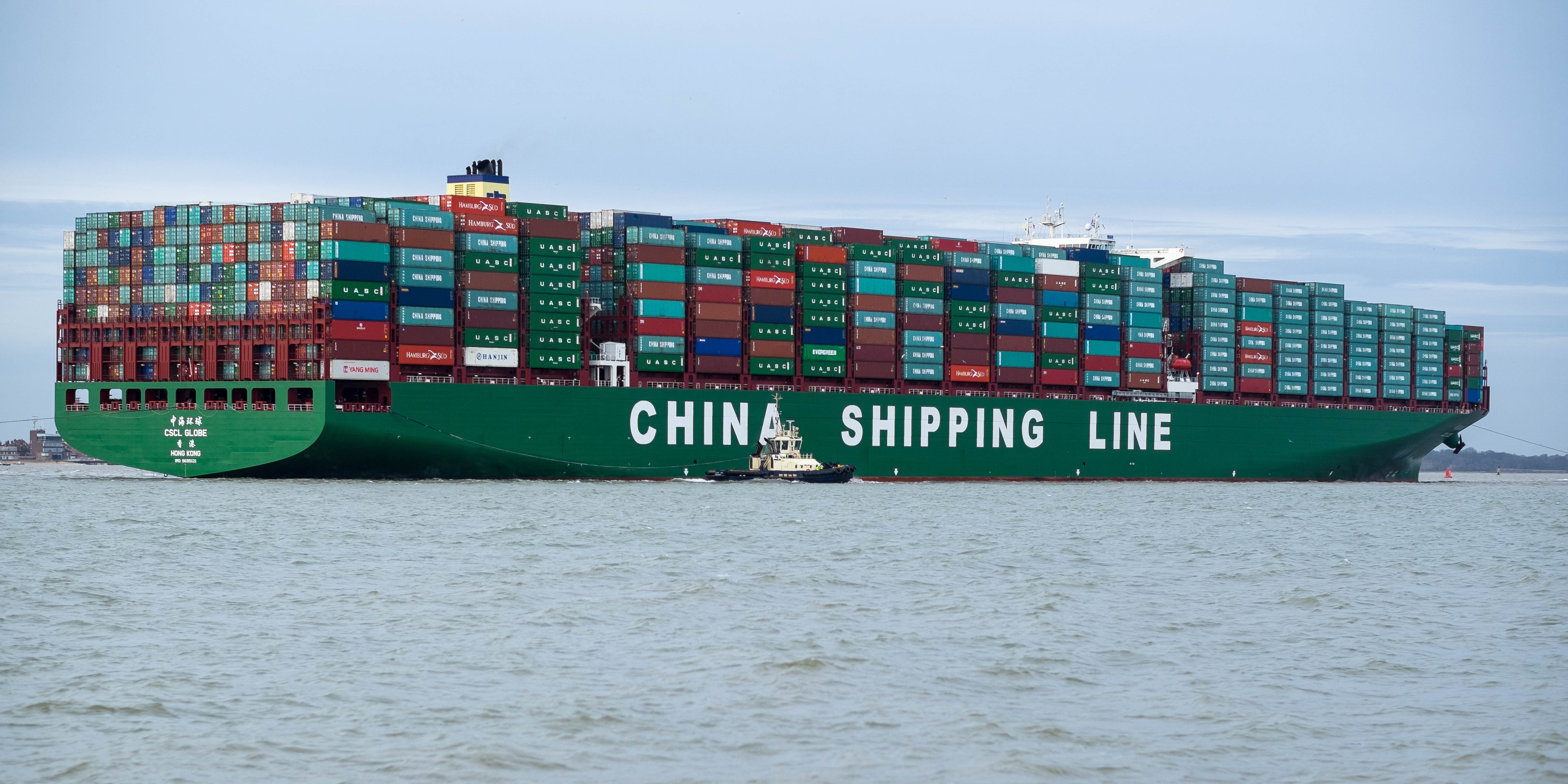
CSCL Globe у порту Феліксстоу, Велика Британія
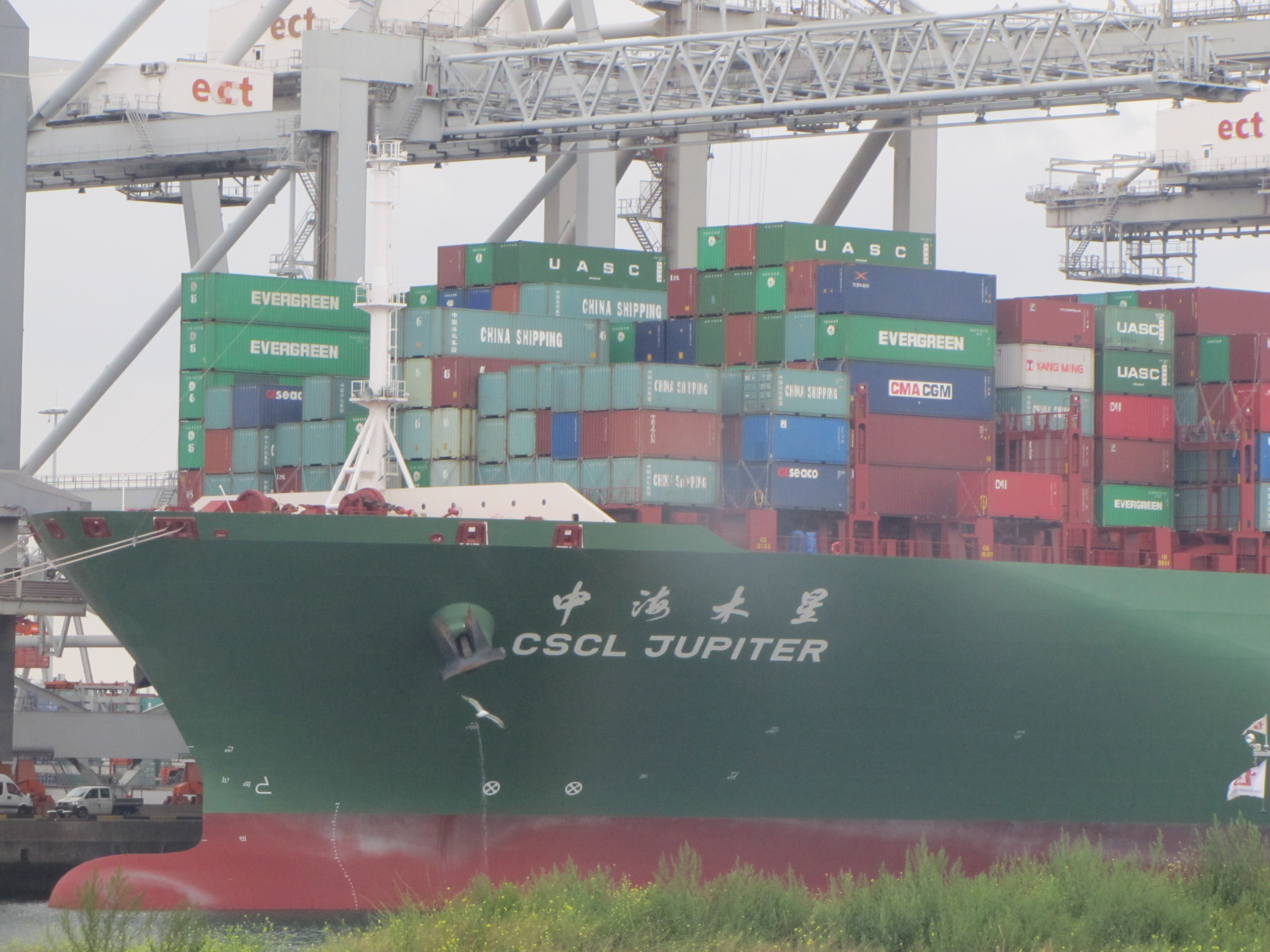
Ніс CSCL Jupiter, одного з контейнеровозів, якими керує CSCL
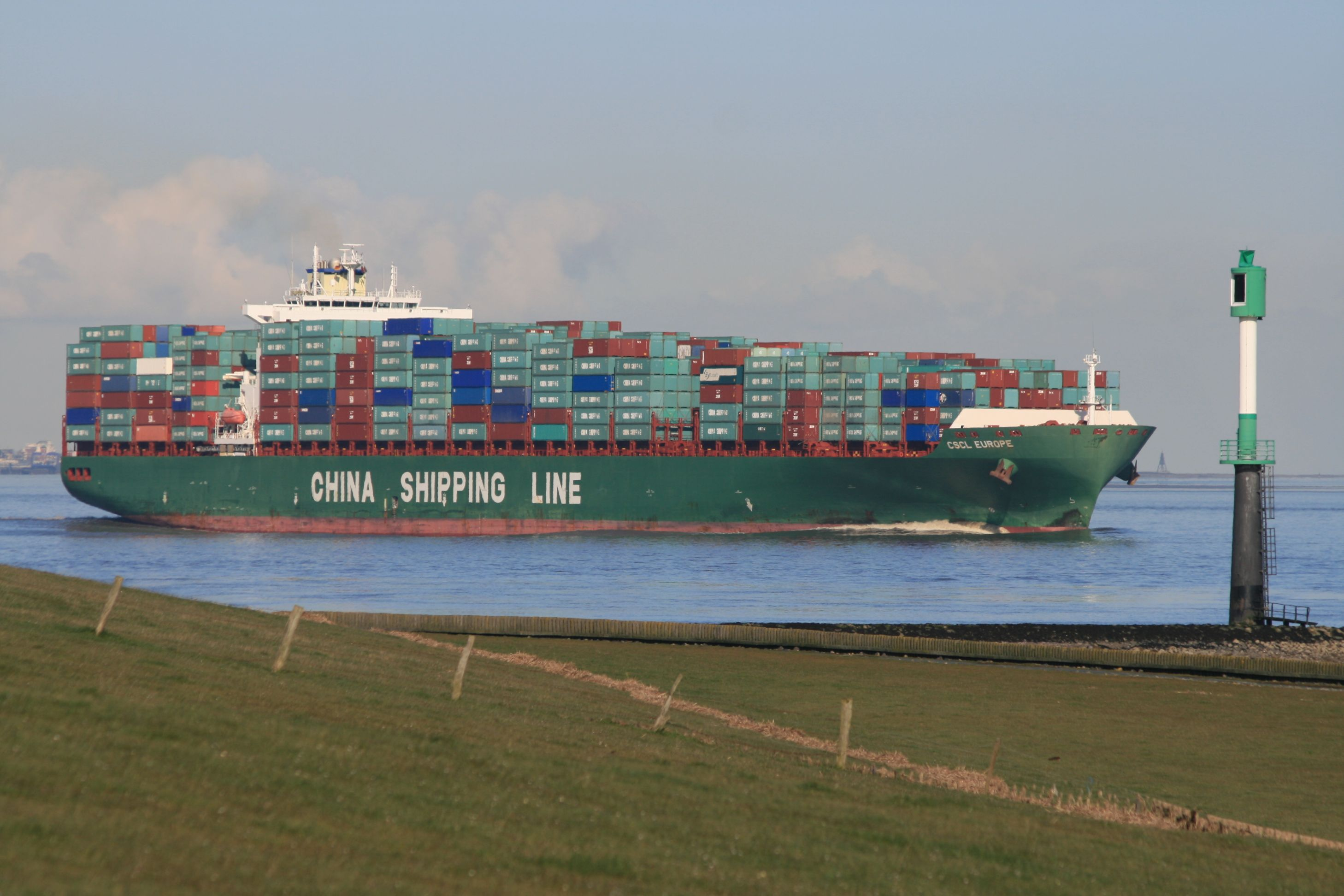
CSCL Europe біля Glameyer Stack
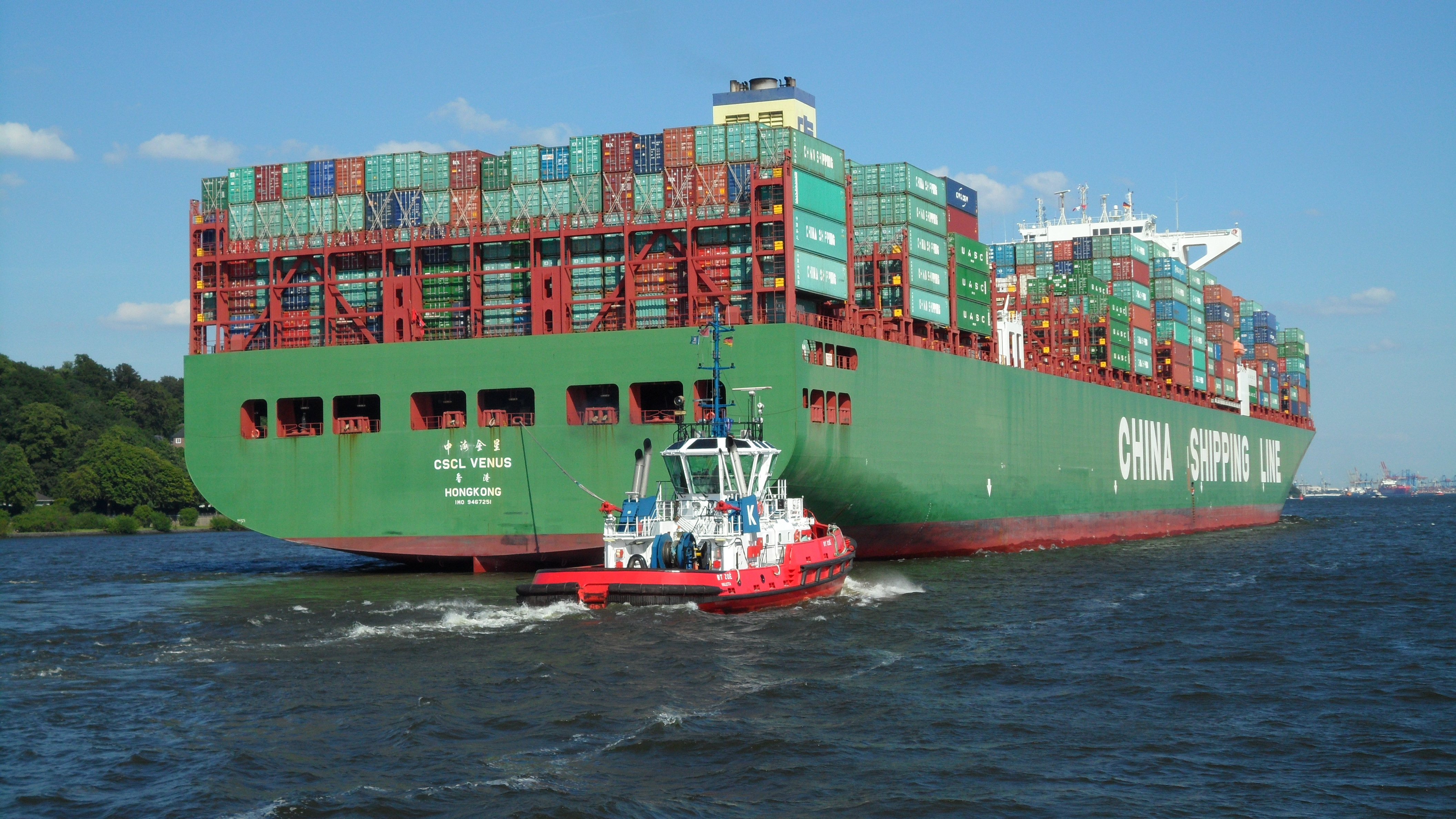
CSCL Venus на Ельбі, на шляху в Гумбург.